# Nephrocerus atrapilus
Nephrocerus atrapilus är en tvåvingeart som beskrevs av Skevington 2005. Nephrocerus atrapilus ingår i släktet Nephrocerus och familjen ögonflugor. Inga underarter finns listade i Catalogue of Life.